# Protopsychoda
Protopsychoda är ett släkte av tvåvingar. Protopsychoda ingår i familjen fjärilsmyggor.
Kladogram enligt Catalogue of Life:
| Protopsychoda | \| \| Protopsychoda hammanaensis \| \| \| \| \| \| Protopsychoda nadiae \| \| \| \| |
|               | \| \| Protopsychoda hammanaensis \| \| \| \| \| \| Protopsychoda nadiae \| \| \| \| |
|               | Protopsychoda hammanaensis                                                          |
|               |                                                                                     |
|               | Protopsychoda nadiae                                                                |
|               |                                                                                     |